# 大阪東港駅
大阪東港駅（おおさかとうこうえき）は、大阪府大阪市港区にあった日本国有鉄道（国鉄）大阪環状線貨物支線（大阪臨港線）の貨物駅である。

## 歴史
大阪港に至る臨港鉄道は、関西本線今宮駅から分岐する関西本線貨物支線（大阪臨港線）として、1928年（昭和3年）12月1日に大阪港駅までが開業していた。第二次世界大戦後、安治川内港が建設されることになり、安治川の南岸に岸壁が整備されることになった。これに伴い、この岸壁に至る臨港鉄道の必要性が感じられたことから、1951年（昭和26年）9月に大阪市から国鉄に対して、臨港線建設の申し入れがなされた。この路線の経路については3案が挙げられたが、最終的に大阪臨港線の浪速駅から分岐する経路が選択された。三十間堀川の橋に早期に着工する必要があったことから、1952年（昭和27年）12月に大阪市と国鉄の間で仮協定を締結の上で、1953年（昭和28年）3月に着工し、1956年（昭和31年）3月15日に開業となった。施工基面より下部については大阪市、上部については国鉄の負担で建設が行われ、また用地は大阪市が無償で国鉄に貸与した。浪速駅から大阪東港駅へ至る本線については国鉄所有とし、また大阪東港駅における公共臨港線などは利用期間中は国鉄の所有とされた。途中千舟橋において大阪市電と平面交差していた。
さらに安治川内港の工事進捗に伴い、1956年（昭和31年）7月には倉庫やサイロまでの側線などが完成し、また1957年（昭和32年）には三菱セメントが専用線を敷設した。安治川第2号岸壁の建設に際してはさらに大阪東港線の延長が国鉄に申し入れられ、大阪市が費用を全額負担して1965年（昭和40年）3月末に延長工事が完了した。
1961年（昭和36年）4月25日、大阪臨港線の線路の一部を利用して大阪環状線が開通し、大阪臨港線は境川信号場で分岐する大阪環状線の貨物支線という扱いになった。これにより当駅も大阪環状線の駅となった。
しかしこの頃から自動車への貨物輸送の転移が進み、臨港鉄道の利用は低迷するようになった。1984年（昭和59年）2月1日、国鉄の財政再建計画の一環として大阪東港駅は独立した駅としては廃止となり、浪速駅の側線扱いでの営業となった。さらに1986年（昭和61年）夏に国鉄から大阪市に対して廃止の申し入れがなされ、同年11月1日に側線扱いでの営業も廃止となった。
公共臨港線についてはただちに大阪市に現状のままで返還され、大阪市によって施設の撤去作業が行われた。一方国鉄の所有扱いであった営業線については国鉄側で施設の撤去を実施してから土地が返還されることになり、日本国有鉄道清算事業団に引き継がれた後、1988年（昭和63年）3月に施設撤去が完了、土地が返還された。

### 年表
- 1956年（昭和31年）3月15日：開業[8]。
- 1961年（昭和36年）4月25日：大阪環状線の開業に伴い、大阪環状線貨物支線の駅となる。
- 1984年（昭和59年）2月1日：書類上は廃止となるが、浪速駅の側線扱いで営業を継続[8]。
- 1986年（昭和61年）11月1日：浪速駅の側線扱いでの営業も終了[8]。

## 隣の駅
日本国有鉄道
大阪環状線貨物支線（大阪臨港線）
浪速駅 - 大阪東港駅